# Johannes Brugman

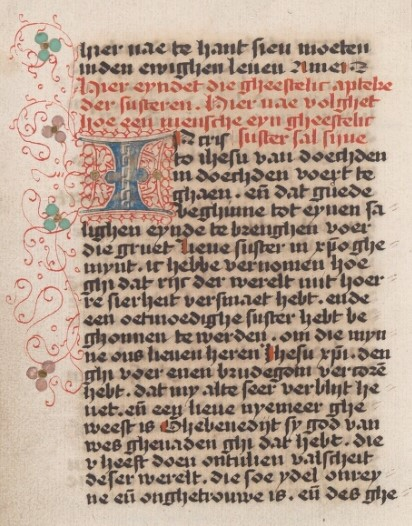
Fragment uit het manuscript "Devote tractaten in het Middelnederlands" van Jan Brugman. Vervaardigd in Maaseik, 1476.

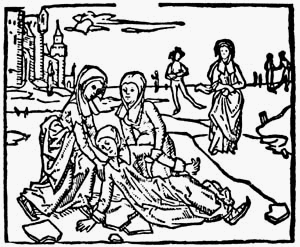
Lidwina's val in Johannes Brugmans heiligenleven over Liduina

Johannes Brugman (Kempen, circa 1400 – Nijmegen, 1473) was een franciscaner pater, redenaar en dichter.

## Biografie
Brugman is geboren in het aartsbisdom Keulen; waar precies is onduidelijk en hij studeerde godgeleerdheid in Parijs. Na deze opleiding deed hij zijn intrede in de kloosterorde der franciscanen-observanten in Sint-Omaars waar hij lector in de theologie werd.

### Praten als Brugman
Hij behoorde tot de franciscaanse tak van de observanten en sloot zich aan bij een groep monniken in Amsterdam die een nieuw klooster wilden stichten. Hiertoe hield hij een aantal vurige preken, waarvan later het gezegde praten als Brugman is afgeleid. Filips de Goede stond vervolgens het bouwen van een nieuw klooster toe.
Omdat de uitdrukking verwijst naar de persoon Brugman, dient Brugman in deze context met een hoofdletter te worden geschreven.

### Prediker
Brugman is vooral bekend van zijn reizen, waarmee hij veel mensen in preken probeerde te overtuigen om een eenvoudig christelijk leven te leiden. Hij begon zijn predikreizen in Rijnland en Westfalen, maar zijn echte faam begon toen hij rond 1452 begon rond te trekken in de IJsselvallei.
Terugkerende thema's in Brugmans preken waren: gokzucht, zondagsontheiliging, burgeroorlogen (tussen Schieringers en Vetkopers) en steekpartijen op de kermis. Zijn preken sloegen aan bij de mensen, omdat hij niet naar rangen en standen keek; iedereen was voor hem gelijk. Brugman preekte daarnaast zowel in kerken, kloosters als in het openbaar; in de open lucht of op dorps- en stadspleinen. In 1452 preekte Brugman in Groningen, in 1453 stichtte hij een klooster te Hamm in Westfalen, het jaar erna was hij gardiaan (kloosteroverste) in Sluis. In 1455 bezocht hij al prekende Bolsward (waar onenigheid was over het stadsrecht en Brugman bemiddelde om tot nieuwe formuleringen te komen), Zwolle, Kampen, Vollenhove, Deventer, Arnhem en Nijmegen. In 1456 Hamm en Middelburg, en in 1457 Münster en Kampen. In 1458 volgden nog 's-Gravenhage, Bocholt en Zutphen, daarna Arnhem (1459) en opnieuw Zutphen en Deventer (1460).
In Kampen preekte Brugman in 1455 vanaf het bordes van de stad maar liefst vijf uur achter elkaar. Na afloop beloonde het stadsbestuur hem met tarwe en een partij zoete wijn. Ook in andere plaatsen kreeg Brugman na zijn godsdienstige speeches wijn cadeau.
Er is een klein aantal preken van Brugman bewaard gebleven. Ze zijn door toehoorders uitgeschreven en getuigen helaas weinig van Brugmans uitzonderlijke redenaarstalent. Dit talent blijkt wel uit een ooggetuigenverslag van een predicatie die Brugman in oktober 1462 te Amsterdam gehouden heeft voor de verzamelde burgerij.

### Dichter
Brugman was ook een dichter. Hij schreef enkele geestelijke liederen waaronder "Ic heb ghejaecht mijn leven lanc" en een hagiografie over Liduina van Schiedam, die in 1433 overleed. Er kwamen daarvan drie delen uit, deel 1 verscheen in 1433, deel 2 in 1448 en deel 3 in 1456. Daarnaast is hij natuurlijk ook bekend van de vele religieuze gedichten die hij schreef. Enkele daarvan zijn bewaard gebleven in de Universiteitsbibliotheek van Gent. Hij is verder de schrijver van het boek Speculum Imperfectionis (Spiegel der onvolkomenheid) waarin hij oproept tot strikte naleving van de regel van Franciscus van Assisi. Het lied Ik wil mij gaan vertroosten wordt aan hem toegeschreven.

## Stadsrechten
In 1455 kreeg Bolsward mede dankzij hem stadsrechten.